# منصور البلوي
منصور بن حمدان بن حامد البلوي شخصية رياضية لكرة القدم السعودية ونادي الاتحاد السعودي في جدة ورجل أعمال سعودي وشاعر. من مواليد 1385هـ في مدينة جدة غرب السعودية. يُلقب بـ«منصور الشادي» في قصائده والتي أبرزها الأماكن. وهو شخصية معروفة مشهورة في المجال الرياضي، من خلال عمله بنادي الاتحاد السعودي، حيث كان ذلك عام 1414هـ حينما عمل عضواً في مجلس الإدارة التي كان يترأسها عدنان جمجوم، وأصبح فيما بعد مشرفاً عاماً على فريق كرة القدم وأيضا. وبرغم ابتعاده عن العمل بنادي الاتحاد في عام 1416 هـ، إلا أنه ظل واقفاً مع النادي كأبرز الداعمين، حتى عاد في عام 1423 هـ كمشرف على الفريق ومن ثم رئيساً للنادي عام 1424 هـ، وفي عهد رئاسته، حقق نادي الاتحاد السعودي الكثير من الإنجازات والبطولات تجاوزت 200 بطولة على كافة الرياضات والمستويات في النادي، أنفق من ماله الخاص على النادي دعماً يصل قرابة نصف مليار ريال سعودي  قبل أن يستقيل فجأة عن رئاسة النادي في نوفمبر 2007 الموافق عام 1428 هـ في قرار أُثير حوله الكثير من الجدل. صدر له كتاب أنا والإتحاد الذي يوثق مسيرته خلال رئاسته للنادي لمدة أربعة سنوات.

## أعماله التجارية
يملك العديد من الشركات الكبرى داخل وخارج المملكة العربية السعودية ويرأس مجلس إدارة العديد منها:
- رئيس مجلس إدارة شركة نيو للإستيراد والتصدير.
- مالك منتجع موفنبيك في شرم الشيخ.

## نادي الاتحاد السعودي
يرتبط منصور البلوي بنادي الاتحاد منذ صغره حيث إنه كان مشجعاً ثم اداريا حتى تولّى رئاسة نادي الاتحاد في العام 2003, قبل أن يقوده للفوز بكأس دوري أبطال آسيا خلال العامين 2004 و2005 ما منحه فرصة التأهل إلى بطولة كأس العالم للأندية في اليابان والحصول على المركز الرابع عالميا، واستطاع نادي الاتحاد أن يحقق في عهد منصور البلوي بطولات مهمة كالفوز بكأس ولي العهد السعودية وبطولة الدوري المحلي لكرة القدم، وبطولة الأندية العربية. وغيرها من البطولات حيث حقق خلال فترة رئاسته 232 بطولة على مختلف الألعاب وهو رقم قياسي.

### المناصب الإدارية
- بدأ العمل في عام 1414هـ حينما كان عضواً في مجلس الإدارة التي كان يترأسها عدنان جمجوم
- أصبح مشرفاً عاماً على الفريق الأول لكرة القدم لمدة عامين في عمله في عهد إدارة الدكتور عبدالفتاح ناظر
- ابتعد عن العمل الرياضي في عام 1416هـ، إلا أنه كان واقفاً مع النادي وداعماً له
- في عام 2003 م أصبح مشرفاً عاماً للفريق الأول لكرة القدم وحقق الاتحاد في ذلك العام بطولة الدوري
- وفي أواخر عام 1423هـ تسلم رئاسة النادي إلى حين استقالته عام 2007

### إنجازاته مع نادي الاتحاد
أنشأ معسكر خمس نجوم داخل نادي الاتحاد للفريق الأول لكرة القدم، وأنشأ مركزاً خاصاً للمركز الإعلامي، كما أنشأ عيادة خاصة داخل النادي وهي عيادة الدكتور عدنان جمجوم، وهو أول من أنشأ متحف رياضي في السعودية كما أسّس مدرسة إتحادية استفاد منها النادي في إخراج اللاعبين المميزين الذين يخدمون الاتحاد مستقبلاً والكرة السعودية.

### إنجازات كبرى
خلال رئاسة منصور البلوي حقق النادي الكثير من الانجازات الكبرى والتاريخية للنادي منها 
- تم ضم نادي الاتحاد السعودي ضمن أفضل 100 نادي على مستوى العالم
- أطلق العاهل السعودي خادم الحرمين الشريفين على نادي الاتحاد لقب (نادي الوطن) بعد تحقيقه بطولة كأس آسيا لكرة القدم في عام 2005 بشهادة شكر موقعة من ملك المملكة العربية السعودية.
- أول رئيس نادي سعودي يتبرع بدخل المباريات الرسمية لأسر شهداء الواجب الذين ضحوا بأنفسهم لأجل الوطن مع حرصه على دعم الجانب الاجتماعي والإنساني.
- أول ناد آسيوي يحقق بطولة دوري أبطال آسيا بنظامها الجديد (دوري الأبطال) مرتين متتاليين (2004-2005)
- أول ناد يجمع بين بطولتي دوري أبطال العرب ودوري أبطال آسيا في موسم واحد (2005).
- أول نادي سعودي يحقق كأس آسيا لكرة السلة عام 1422هـ.
- أول نادي سعودي يصل إلى نهائيات كأس العالم للأندية لكرة السلة عام 1422هـ.
- أول نادي يفوز ببطولة الدوري الممتاز لدرجة الشباب في كرة القدم عام 1426 هـ.
- أول نادي يفوز ببطولة رسمية على استاد الأمير عبدالله الفيصل بمسماه الجديد أمام الأهلي عام 1420هـ.
- أول نادي يحقق السبق والريادة في مجالات النشاط الرياضي والثقافي والاجتماعي.
- أول نادي يفوز بكأس الأمير عبد المجيد بن عبد العزيز عام 1423هـ.
- أول نادي سعودي يحتفل باليوبيل الماسي عام 1423هـ.
- أول نادي سعودي يستخدم نظام التأمين الطبي على اللاعبين.
- أول نادي سعودي يُنشئ مركزاً إعلامياً متكامل

### التعاقد مع اللاعبين
خلال رئاسة منصور البلوي للنادي تم إجراء عدة تعاقدات كبيرة سواء المحلية أو الأجنبية حيث تعاقد مع ما يقارب 35 لاعباً ما بين محلي وأجنبي، ومن أبرز اللاعبين الذين تعاقد معهم محلياً:
- أحمد الدوخي  السعودية من نادي الهلال
- خميس العويران  السعودية من نادي الهلال
- إبراهيم سويد  السعودية
- سعود كريري  السعودية
- سعيد الودعاني  السعودية
- الحسن اليامي  السعودية
- عبدالله الواكد  السعودية
- طلال المشعل  السعودية
- عبدالرحيم الجيزاوي  السعودية
- راشد الرهيب  السعودية
- خالد قهوجي  السعودية
- فيصل سيف  السعودية
- محمد سويد  السعودية
- عيسى المحياني  السعودية
- خالد مسعد  السعودية
- رضا تكر  السعودية
- مشعل السعيد  السعودية
- عبدالرحمن الزهراني  السعودية
- سعد العبود  السعودية
- تيسير ال نتيف  السعودية
- سعد الحارثي  السعودية
- عبدالرحمن القحطاني  السعودية

أما اللاعبين الاجانب، تم التعاقد مع العديد من اللاعبين منهم:
- محمد كالون  سيراليون من نادي إنتر ميلان الإيطالي
- تشيكو  البرازيل
- بيبيتو  البرازيل
- هشام بو شروان  المغرب
- عبدالملك زيايه  الجزائر
- عماد متعب  مصر
- ماجنو ألفيس  البرازيل
- أحمد حديد  عُمان
- نونو أسيس  البرتغال
- باولو جورج  البرتغال
- فاجنر  البرازيل
- لاندو مار  البرازيل
- ديمبا  البرازيل
- جواد الزايري  المغرب
- إسلام الشاطر  مصر
- الحسن كيتا  غينيا
- تيتي كمارا  غينيا وأصبح يسمى أبو بكر كمارا بعدما اعتنق الإسلام.
- تيجاني بابانغيدا  نيجيريا
- حسني عبد ربه  مصر
- سيرجيو هيريرا  كولومبيا
- ويندل  البرازيل
- سان مارتن  رومانيا
- لوكاس زوكالا  رومانيا
- البرنس تاجو  غينيا

### بطولات خلال رئاسته
خلال رئاسته لنادي الاتحاد حقق النادي على كافة الفرق والمستويات من ناشئين وشباب وفي كافة الألعاب العديد من البطولات وصل عددها أكثر من 230 بطولة هي كالتالي :
- 24/1425 (50 بطولة)
- 1425/1426 (61 بطولة )
- 1426 / 1427 (59 بطولة)
- 1427 / 1428 (63 بطولة)

### كرة الماء
استطاعت فريق كرة الماء الاتحادية خلال رئاسته على تحقيق بطولة كأس آسيا لكرة الماء.

## إسهاماته وبطولاته الكبرى
- كأس السوبر المصري السعودي 1423هـ امام نادي الإسماعيلي المصري خلال 24 ساعة من رئاسته للنادي.
- كأس دوري أبطال آسيا مرتين بالتوالي 2004, 2005.
- التأهل إلى بطولة كأس العالم للأندية التي حقق فيها المركز الرابع عام 2005م.
- كأس بطولة الأندية العربية لكرة القدم 1425هـ.
- كأس ولي العهد السعودي 1423هـ.
- كأس خادم الحرمين الشريفين 1424هـ.

## عضوية في الأندية

### العضوية الشرفية في الأندية السعودية
بصفته داعم للرياضة في السعودية فهو يحمل صفة عضو شرف في العديد من الأندية السعودية منها:
- نادي النصر السعودي
- نادي الشباب السعودي
- نادي الوحدة السعودي
- نادي الاتفاق السعودي
- نادي القادسية السعودي
- نادي الطائي السعودي
- نادي الرياض السعودي
- نادي الخليج السعودي
- نادي الرائد السعودي
- نادي التعاون السعودي
- نادي الفتح السعودي
- نادي العروبة السعودي
- نادي الوطني السعودي
- نادي الطائي السعودي
- نادي أحد السعودي
- نادي الأنصار السعودي
- نادي نجران السعودي

### العضوية في الاندية العربية
يحمل العضوياته الشرفية في نادي الزمالك المصري.

## الشِعر
ظهرت وجدانيته البلوي في قصائد شعرية وغنائية كتلك التي قدمها للعديد من المطربين والمطربات وخاصة المشاهير والكبار منهم. واسمه في الشعر منصور الشادي  حيث غنى له فنان العرب محمد عبده من أجمل ما غنى رائعة (الأماكن)  تلك الأغنية التي أحبها المستمعين على نطاق الخليج العربي والعالم العربي  أجمع ووجدت صدى واسعاً لدى العامة وصارت مطلباً من الجمهور في أي حفل يحييه العملاق محمد عبده. ومن المطربين الذين قدم لهم أيضا بعض إبداعه الشعري المطرب حسين الجسمي ورابح صقر في ألبومه الجديد 2015 أغنية «وين كنت» ، والمطربة نوال الكويتية  وغيرهم.

## كتب

غلاف كتاب انا والاتحاد

أحد أبرز الكتب التي صدرت عن منصور البلوي كتاب (أنا والإتحاد) يسلط فيه الضوء على الإنجازات في مسيرته والأسرار والصور الخاصة ، حيث أن الكتاب يرصد الفترة التي كان فيها رئيساً للنادي خلال السنوات الأربعة ويؤرخ ويوثق الإنجازات التي تحققت لنادي الاتحاد وللرياضة السعودية بشكل عام .كما يروي البلوي في الكتاب أهم قراراته التي اتخذها عندما كان رئيساً للاتحاد، ويكشف أيضا عن القرار الذي اتخذه ثم ندم عليه بعد ذلك. الكتاب من تأليف الإعلامي صالح العمودي الذي يمتلك مجموعة إي ميديا للنشر والإعلام  ويحتوي على ما يقارب 600 صفحة بطباعة ذات جودة عالية وبصمة ذهبية فاخرة. وتم تخصيص إيرادات الكتاب لصالح نادي الاتحاد السعودي
والكتاب «أنا والاتحاد» يعد حلقة ضمن سلسلة كتب العمودي عن الشخصيات الاتحادية والتي بدأها بعضو الشرف الاتحادي أمين أبو الحسن، والذي كان بعنوان رحلتي مع الاتحاد. الصادر عام 2014 

## روابط خارجية
- شركة صاب القابضة الموقع الرسمي.
- لقاء مع منصور البلوي على قناة روتانا خليجية.